# Arroyo de María Lemos
El arroyo de María Lemos es un curso de agua uruguayo que recorre el departamento de Artigas. Nace en la cuchilla de Catalán, fluye en dirección noreste hasta su desembocadura en el río Cuareim. Pertenece a la Cuenca del Plata.